# Setodes drangianicus
Setodes drangianicus är en nattsländeart som beskrevs av Schmid 1959. Setodes drangianicus ingår i släktet Setodes och familjen långhornssländor. Inga underarter finns listade i Catalogue of Life.